# フォアアルペン・エクスプレス

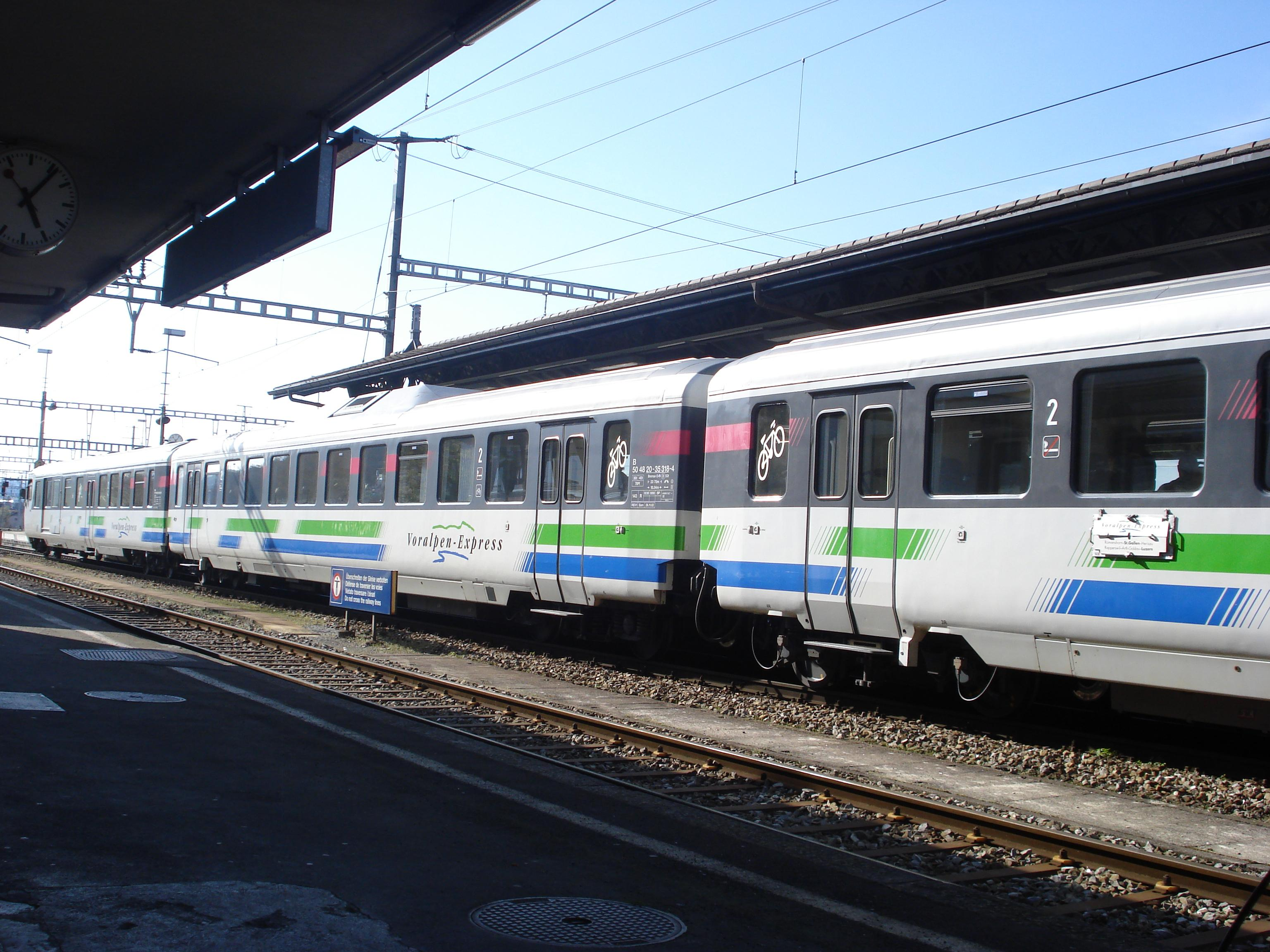

フォアアルペン・エクスプレス (Voralpen Express) は、スイス中央部の主要都市、ルツェルンとスイス東部の主要都市、ザンクト・ガレンを結ぶ特別列車である。Südostbahn (SOB) とスイス連邦鉄道(SBB) がカバーする路線を走る。
同じ区間をローカル線で移動すると複数の駅で乗り換えが必要になるが、フォアアルペン・エクスプレスはルツェルン～ザンクト・ガレン間の125 kmを直通で結ぶ。年間を通して1時間に1本の割合で運行。スイストラベルシステムのパスが有効である。所要時間は2時間15分。各列車番号には、Voralpen Express の略号となる VAE が付き、車両には統一のロゴマークが付けられている。軽食とドリンクが用意されたビュッフェカーも連結されている。
途中の主要駅は、キュッスナハト・アム・リギ、アルト・ゴルダウ、ラッパースヴィルなど。プレ・アルプスの山岳景観に加え、フィアヴァルトシュテッテ湖（ルツェルン湖）、ツーク湖、ラウエルツ湖、チューリッヒ湖など、スイス中央部と東部に点在する数多くの湖の景観を車窓から楽しむことができる。